# Hypogastrura zhangi
Hypogastrura zhangi är en urinsektsart som beskrevs av Zhao in Tamura och Zhao 1998. Hypogastrura zhangi ingår i släktet Hypogastrura och familjen Hypogastruridae. Inga underarter finns listade i Catalogue of Life.